# Abd al-Kádir
Abd al-Kádir (plným jménem Abd al-Kádir al-Džazá'irí, arabsky عبد القادر الجزائري, též Abd el-Kader, Abdelkader, 6. září 1808 – 26. května 1883), byl alžírský islámský učenec, filosof a mystik. Roku 1832 se stal emírem v Mascaře. Založil ve vnitrozemí protifrancouzskou odbojovou skupinu kadiríja (Francouzi obsadili Alžírsko roku 1830) a v letech 1832–1847 vedl proti Francouzům ovládajícím pobřeží ozbrojený boj, který prohlásil za džihád (svatou válku proti nevěřícím). Podařilo se mu ovládnout značnou část území a založit stát, ale v roce 1847 se vzdal a byl uvězněn ve Francii až do roku 1852. Poté žil v Damašku. Paradoxem je, že právě díky jeho odboji Francouzi ovládli vnitrozemí dnešního Alžírska, což původně neměli v úmyslu. V Alžírsku je Abd-al-Kádir považován za národního hrdinu.